# Adesmia nordenskioldii
Adesmia nordenskioldii là một loài thực vật có hoa trong họ Đậu. Loài này được (R.E.Fr.) Cardenas miêu tả khoa học đầu tiên.